# Si solo si
Si solo si es la primera miniserie de ficción que integra en su elenco actores con y sin discapacidad, se estrenó en la Televisión Pública Argentina el 7 de mayo de 2016 a las 11:00. La primera temporada consta de 8 capítulos.

## Sinopsis
La serie sigue la historia de un grupo de personas con discapacidad que forman parte de un taller de panadería, en el cual buscan mantenerse unidos y para ello deberán enfrentar varios problemas que pondrán a prueba su trabajo como equipo.

## Elenco
| Roberto Carnaghi   | Roberto     | Principal | Principal | Principal |
| Betiana Blum       | Estela      | Principal | Principal | Principal |
| Fabián Vena        | Mario       | Principal | Principal | Principal |
| Mario Pasik        | Eduardo     | Principal | Principal | Principal |
| María Rosa Fugazot | Minga       | Principal | Principal | Principal |
| Sebastian Suárez   | Diego       | Principal | Principal | Principal |
| Paula Kohan        | Julieta     | Principal | Principal | Principal |
| Paula Morales      | Fernanda    | Principal | Principal | Principal |
| Diego Albarenga    | Jorge       | Principal | Principal | Principal |
| Viviana Saccone    | Miranda     | Principal | Principal | Principal |
| Johanna Francella  | Valentina   | Principal | Principal | Principal |
| Julieta Cayetina   | Marta       | Principal | Principal | Principal |
| Florencia Fazzino  | Lucía       | Principal | Principal | Principal |
| Mirta Wons         | Raquel      | Principal | Principal | Principal |
| Toty Ciliberto     | Malocchetti | Principal | Principal | Principal |
| Candelaria Molfese | Cata        |           |           | Principal |

### Secundario
| - Bárbara Vélez - Bautista Lena - Josefina Mallo como Antonela - Valeria Musumeci - Tobias Suárez Bancora como Felipe - Eric Insaurralde como Alex - Emiliano Saracco - Ezequiel Voytovich - Martín García Da Rosa - Daniel López - Julián Gómez como Jonathan | - Agustina Torchio como Flor. - Lorena Feser - Lucas Ricco - Rodolfo Cánepa - Nerina Bressi - Facundo Lagouarde - Agustín Del Cerro como Fede. - Natalia Botti como Malena. - Yanina Grilli como Pili. |

### Participaciones especiales
| - Celeste Cid como Gigi. - Gabriel Puma Goity como Pepe. - Fito Páez como Cartero. - Lalo Mir, como Cliente. - Osvaldo Laport Como Cerrajero. - Martín Fabio, como Diariero. - Diego Topa como Topa. - Karina "La princesita" como Señorita Key. - Tomás Kirzner como Inspector. - Jorge «Carna» Crivelli como Policía. | - Miguel Ángel Rodríguez como Operario. - Rodolfo «Alacrán» Samso como Garqueti. - Divina Gloria como Lidia. - Cabito como Luis. - Juan Ferrara como Jurado. - Daniela Herrero como Jurado. - Facundo Gambandé como Jurado. - Clara Kovacic como Luisa. - Brian Buley |

## Temporadas
| Temporada | Temporada | Episodios | Emisión original      | Emisión original       |
| Temporada | Temporada | Episodios | Inicio                | Final                  |
| --------- | --------- | --------- | --------------------- | ---------------------- |
|           | 1         | 8         | 7 de mayo de 2016     | 25 de julio de 2016    |
|           | 2         | 8         | 21 de octubre de 2018 | 9 de diciembre de 2018 |
|           | 3         | 8         | 22 de agosto de 2020  | 10 de octubre de 2020  |

## Audiencia
| #1 | Sábado | 7 de mayo de 2016   | 0.7 | ↑ Subió | No | [ 1 ] |
| #2 | Sábado | 14 de mayo de 2016  | 0.6 | ↓ Bajó  | No | [ 2 ] |
| #3 | Sábado | 21 de mayo de 2016  | 0.9 | ↑ Subió | No | [ 3 ] |
| #4 | Sábado | 28 de mayo de 2016  | 0.5 | ↓ Bajó  | No | [ 4 ] |
| #5 | Sábado | 4 de junio de 2016  | 0.6 | ↑ Subió | No | [ 5 ] |
| #6 | Sábado | 11 de junio de 2016 | 0.4 | ↓ Bajó  | No | [ 6 ] |
| #7 | Sábado | 18 de junio de 2016 | 0.4 | Igual   | No | [ 7 ] |
| #8 | Sábado | 25 de junio de 2016 | 0.5 | ↑ Subió | No | [ 8 ] |

## Premios y nominaciones
| Lista de premios y nominaciones | Lista de premios y nominaciones | Lista de premios y nominaciones                      | Lista de premios y nominaciones | Lista de premios y nominaciones | Lista de premios y nominaciones | Lista de premios y nominaciones |
| Año                             | Organización                    | Categoría                                            | Nominado/a (s)                  | Resultado                       | Ref(s)                          |                                 |
| ------------------------------- | ------------------------------- | ---------------------------------------------------- | ------------------------------- | ------------------------------- | ------------------------------- | ------------------------------- |
| 2017                            | Premios Martín Fierro           | Mejor Unitario y/o Miniserie                         | Si solo si                      | Nominado                        |                                 |                                 |
| 2017                            | Premios Fund TV                 | Mejor Ficción                                        | Si solo si                      | Nominado                        |                                 |                                 |
| 2017                            | Premios TAL                     | Mejor Serie de Ficción                               | Si solo si                      | Nominado                        |                                 |                                 |
| 2017                            | Diversify TV Excellence Awards  | Mejor Representación Sobre la Discapacidad con Guion | Si solo si                      | Nominado                        |                                 |                                 |